# Grazer Partisanenmordprozess

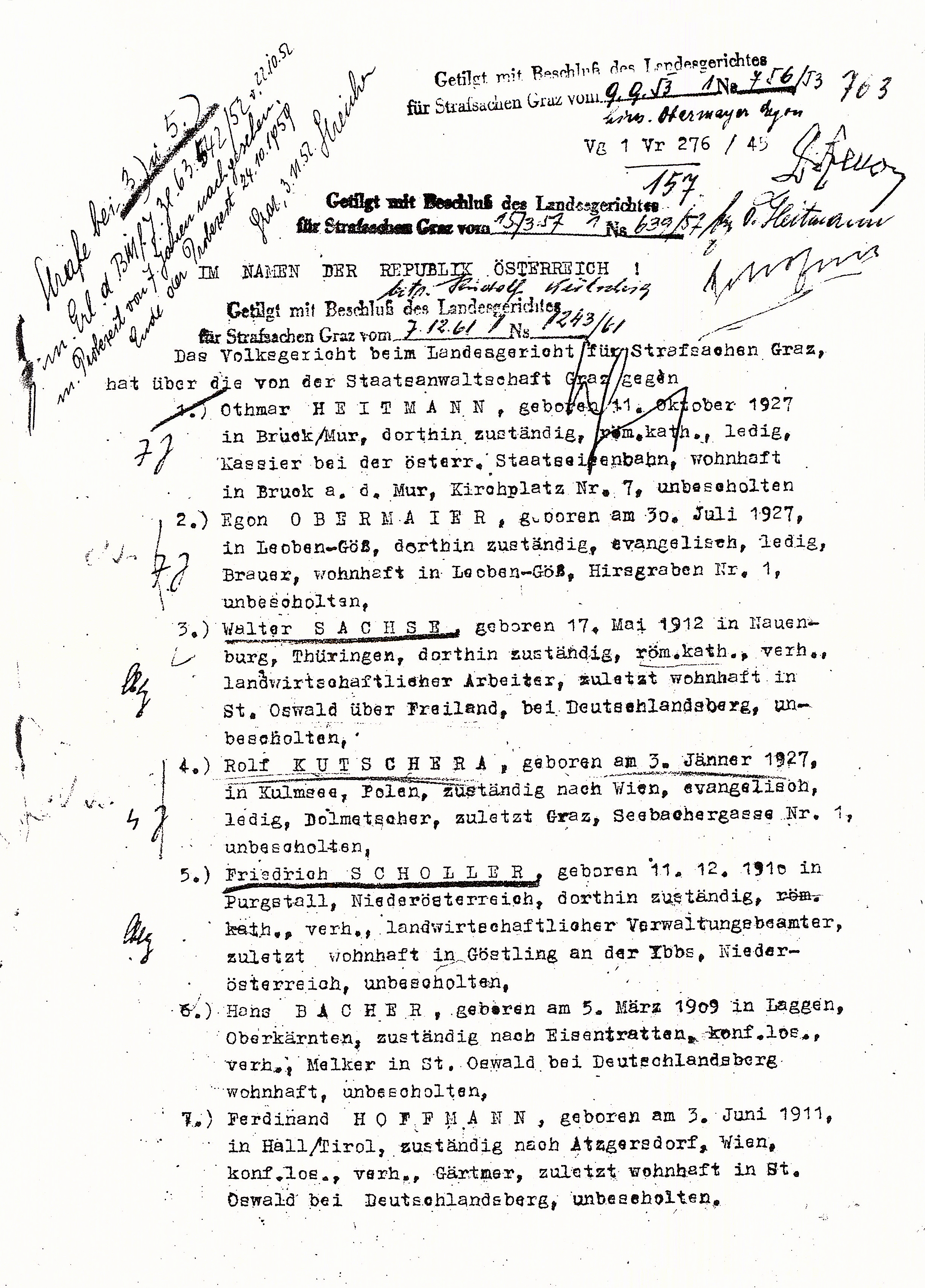
Urteil des Volksgerichts Graz vom 26. September 1946 im Partisanenmordprozess, Seite 1

Der Grazer Partisanenmordprozess war ein gerichtliches Strafverfahren über die Erschießung von fünf Männern, die 1944/45 als Partisanen in der Weststeiermark, Österreich, gegen das nationalsozialistische Deutsche Reich gekämpft hatten.
Die Tat war am 1. April 1945, in den letzten Tagen des Zweiten Weltkrieges, begangen worden. Tatort war das Gelände des RAD-Lagers im Ort Sankt Oswald in Freiland im Bezirk Deutschlandsberg. Der Vorfall wird zu den Endphaseverbrechen dieser Zeit gerechnet.
Die öffentliche Hauptverhandlung fand vor dem Volksgericht Graz vom 23. bis 26. September 1946 statt, das Urteil wurde am 26. September 1946 verkündet.

## Hintergrund
Spannungen zwischen Vertretern der deutschen und der slowenischen Bevölkerung in der Steiermark hatten schon im 19. Jahrhundert bestanden. Einer ihrer Anlässe war die unterproportionale Berücksichtigung der slowenischen Bevölkerungsgruppe im damaligen steiermärkischen Landtag. Nach dem Ersten Weltkrieg war weiters der südliche Teil des bis dahin bestehenden Herzogtums Steiermark, die Untersteiermark, an Jugoslawien (den damaligen SHS-Staat) angeschlossen worden. Dagegen gab es Proteste aus der deutschen Bevölkerung dieses Gebietes.
Die Spannungen hatten 1919 mit dem Marburger Blutsonntag, der 13 Tote und 60 Verletzte als Opfer unter Zivilisten forderte, einen Höhepunkt erreicht. Deutschnationale Repräsentanten hielten die Erinnerung daran wach. Sie verlangten die Wiederherstellung der Situation vor dem Staatsvertrag von St. Germain-en-Laye, welcher die neue Gebietszuteilung festgeschrieben hatte. Die Revisionswünsche wurden auch mit deutschfeindlichen Einstellungen der slowenischen Seite begründet, weiters mit angeblichen Vorstellungen, einen slawisch dominierten Korridor von der Adria bei Slowenien über die Oststeiermark und das Burgenland bis Pressburg und weiter über Polen an die Ostsee schaffen und dafür auch österreichisches Gebiet benützen zu wollen.
Ab 1941, nach dem deutschen Balkanfeldzug und der Kapitulation des Königreichs Jugoslawien, stand die Untersteiermark als CdZ-Gebiet Untersteiermark sodann tatsächlich wieder unter deutscher Zivilverwaltung. Diese wurde, wie alle Einrichtungen des Deutschen Reiches in diesem Gebiet, von der jugoslawischen Volksbefreiungsarmee in einem Partisanenkrieg bekämpft. Nach dem Namen ihres obersten Führers wurden die Partisanen der Volksbefreiungsarmee als „Tito-Partisanen“ bekannt.
Ihre Aktivitäten erstreckten sich ab 1944 auch auf die Weststeiermark.

## Vorgeschichte

### Aktionen der Partisanen

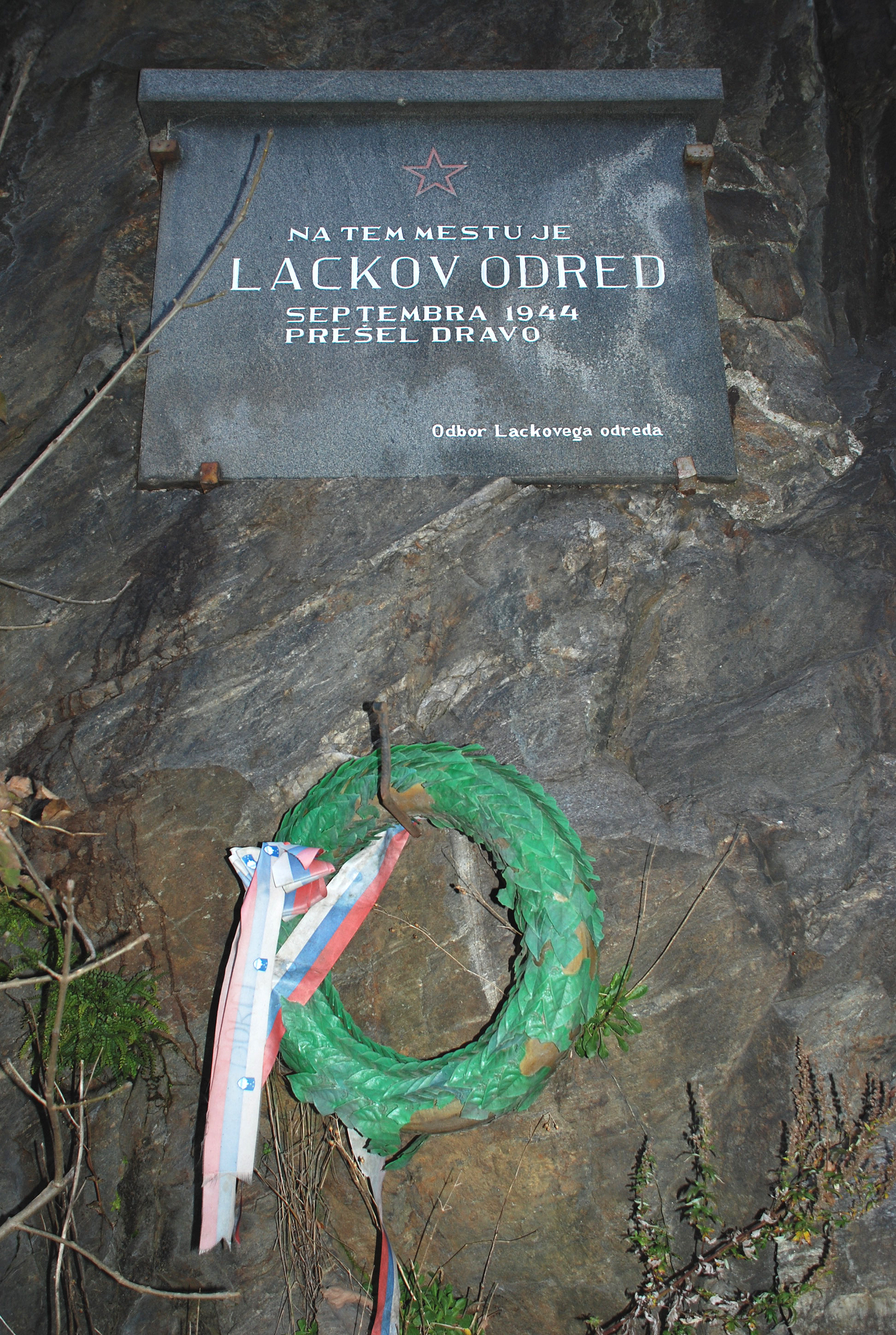
Gedenktafel an den Drauübergang der Kampfgruppe Lackov bei Ožbalt

Im September 1944 überquerte ein Verband der Volksbefreiungsarmee, die „Kampfgruppe Lackov“ (Lackov Odred, Lackov-Kommando), vom Süden kommend die Drau bei Ožbalt, dem damaligen St. Oswald im Drauwald. Die ca. 200–300 Mitglieder des Verbandes agierten in dieser Endphase des Zweiten Weltkrieges meist in kleineren Gruppen und sickerten vom Süden in die Weststeiermark ein. Sie begannen in den Bezirken Leibnitz und Deutschlandsberg der Steiermark Infrastruktureinrichtungen wie Gemeindeämter und Gendarmerieposten anzugreifen. Weiters sabotierten sie militärisch wichtige Einrichtungen wie Brücken und Eisenbahnen. Sie entführten und ermordeten Personen, die als Repräsentanten des nationalsozialistischen Regimes galten. Ein weiteres Vorhaben der Mitglieder des Verbandes war die Aufklärung der Bevölkerung über die Ziele der Freiheitskämpfer und die Schaffung von Widerstandszentren.
Das Vordringen des Verbandes löste eine Reihe von Zusammenstößen mit den damaligen Ordnungskräften aus, die Dutzende Tote beider Seiten forderten. Die Situation gab den Repräsentanten der Verwaltungsstellen im Gebiet Gelegenheit, die Partisanen als „Banditen, Plünderer, Halsabschneider“ zu bezeichnen und die Bevölkerung vor deren Unterstützung zu warnen.
Mitglieder anderer Partisanengruppen, Deserteure der Wehrmacht, geflüchtete Kriegsgefangene und Zwangsarbeiter hatten sich der Kampfgruppe Lackov zeitweise angeschlossen. Darunter war auch die „Kampfgruppe Avantgarde“ (später Kampfgruppe Steiermark, die unter „Koralmpartisanen“ bekannt wurde). Dieser Verband setzte sich anfangs zu einem wesentlichen Teil aus ehemaligen österreichischen Spanienkämpfern zusammen, die 1944 bei Črnomelj (damals Tschernembl) in Slowenien mit Fallschirmen abgesetzt worden und nach Norden gewandert waren. Die Mitglieder dieser Gruppe hatten politisch-militärische Ziele. Sie sollten einen Beitrag zur Befreiung Österreichs leisten. Ihre Ausbildung hatten sie weitgehend in der Sowjetunion durch die Rote Armee mit Unterstützung durch österreichische Kommunisten erhalten, z. B. durch Franz Honner, Johann Koplenig und Ernst Fischer. Für ihre Aktionen konnten sie sich auf die Moskauer Deklaration berufen, welche eine Passage über einen eigenen Beitrag Österreichs zur Befreiung von der deutschen Herrschaft enthielt.
Diese Partisanengruppe hatte sich in der Karwoche 1945 geteilt, einige Mitglieder blieben beim Lackov-Verband, ein anderer Teil war mit ca. neun Personen unter der Führung des Wiener Widerstandskämpfers Walter Wachs in das nördlicher liegende Koralmgebiet in die Gegend um Glashütten gezogen. Sie streiften von dort aus durch das obere Laßnitztal in den damals noch selbstständigen Gemeinden Trahütten, Osterwitz, Freiland bei Deutschlandsberg und Kloster. Das Gebiet westlich oberhalb von Schwanberg galt in den letzten sechs Kriegswochen als befreites Gebiet, in dem die Partisanen quasi Hoheitsrechte ausübten. Als Hauptquartier wird das Forsthaus Plank westlich von Osterwitz (Revier Landsberger Brendl) am Nordhang der Handalm angegeben.
Der Rückhalt der Partisanen in der Bevölkerung ihres Operationsgebietes, welche hauptsächlich aus Bauernfamilien bestand, war sehr unterschiedlich und reichte von voller Unterstützung über stillschweigende Duldung bis zu sofortiger Denunziation bei den Behörden. Die Zivilbevölkerung stand dabei zwischen beiden Seiten und hatte damit zu rechnen, dass je nach ihrem Verhalten die jeweils andere Seite Gewalt anwenden würde. In „feindbedrohten Reichsverteidigungsbezirken“ waren ab Februar 1945 Standgerichte eingeführt, denen auch Zivilisten unterstanden und für deren Entscheidung die Wahl zwischen Todesstrafe, Freispruch oder Überweisung an die ordentliche Gerichtsbarkeit bestand. Die politischen Standpunkte der Partisanen, die im Wesentlichen auf kommunistischen Quellen beruhten, hatten keinen Erfolg. Einer der Gründe dafür war, dass die Befreiung der Bauern von der Unterdrückung durch die grundherrschaftliche Organisation (was in anderen Ländern ein Ansatzpunkt für kommunistische Argumentation war), in Österreich mit der Grundentlastung bereits fast 100 Jahre früher stattgefunden hatte.

### Lager des Reichsarbeitsdienstes

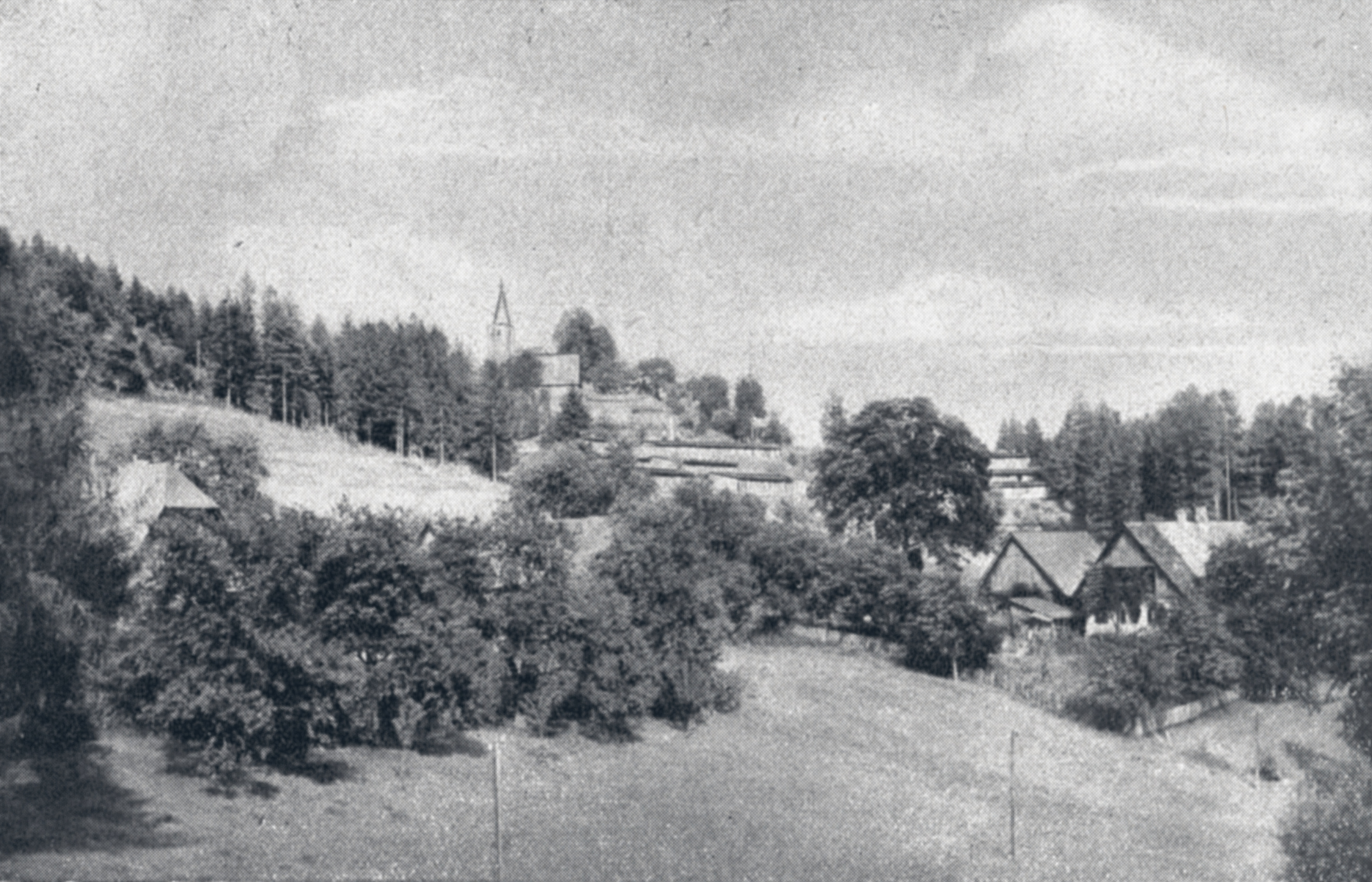
Die Baracken des Lagers befanden sich auf dem Südhang des Ortes

In der Ortschaft St. Oswald in Freiland in der Gemeinde Kloster war 1938 ein Lager des Reichsarbeitsdienstes errichtet worden, um die Straßenverbindungen des Gebietes, besonders den Weg über Klosterwinkel nach Sallegg und Gams auszubauen. Die Baracken des Lagers standen auf Terrassen, die zwischen der Hebalmstraße und dem Weg zur Kirche angelegt worden waren. Der Verlauf dieser Terrassen blieb im Gelände nachvollziehbar, auf ihrem Gebiet wurden ab 1946 Einfamilienhäuser und andere Gebäude des Ortskerns von St. Oswald gebaut. Das Lager wurde auch für Vorbereitungslager anderer Institutionen wie der Lehrerbildungsanstalt Marburg benutzt. Im Lauf des Krieges wurde der Reichsarbeitsdienst immer stärker zu einer Unterstützungsorganisation der Wehrmacht, bis ihm 1944 auch die militärische Grundausbildung übertragen wurde. Die Bewohner des Lagers wurden letztlich im Rahmen der Wehrmacht gegen die Partisanen eingesetzt, sie erhielten Ende November 1944 eine „Anti-Banditen-Ausbildung“ und wurden auf „Banditenstreife“ geschickt.

### Gefechte und Erschießungen von Zivilisten

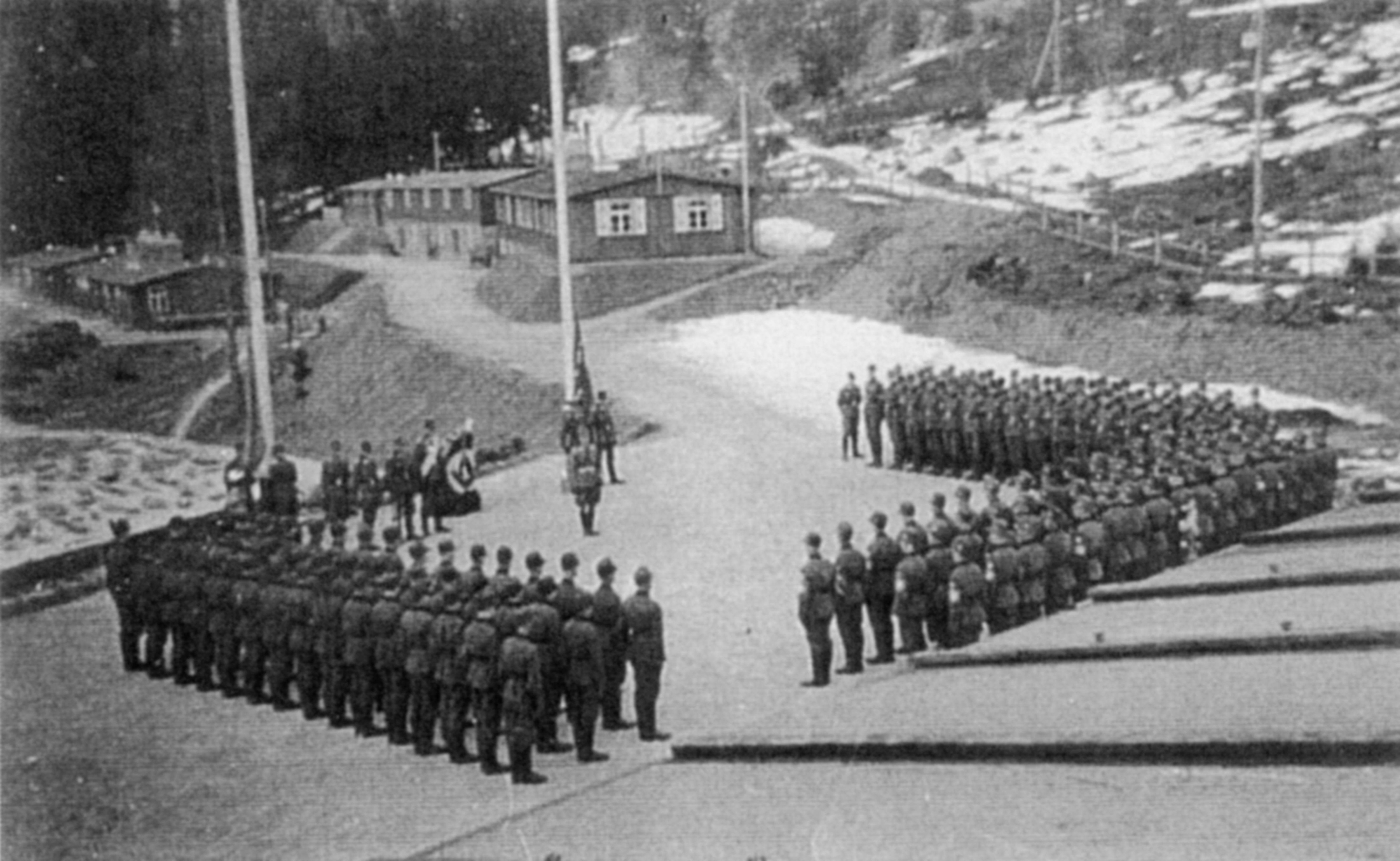
Kompanien des Reichsarbeitsdienstes im Lager St. Oswald

Die Partisanen waren vor den Insassen dieses Lagers gewarnt, machten sich aber dennoch auch in dessen Umgebung bemerkbar. Im März 1945 war durch einen Partisanenüberfall das Gemeindeamt von Osterwitz verwüstet worden. Am 15. März 1945 wurde ein Gendarm des Postens Trahütten von einem bereits verhafteten Partisanen, den er nach Deutschlandsberg bringen hätte sollen, erschossen.
Das war in den Tagen danach Anlass für die Verhaftung einer Reihe von Personen, die man als Unterstützer der Partisanen verdächtigte. Deren Verhaftung feierte man am 25. März in einer Siegesfeier. Am 10. April 1945 wurden 18 Personen bei einem Bombentrichter an der östlichen Grenze der Hebalm erschossen.
Die Stelle (⊙) ist nicht bezeichnet, im Gelände aber noch erkennbar. Sie liegt im Wald nördlich des ehemaligen Bauernhofes vulgo Leitner (Leitnerwald) einige Meter südlich der heutigen Hebalmstraße, an einer Wegabzweigung ca. zwei Kilometer südöstlich der Rehbockhütte und südlich des Blochriegels.

### Gefangennahme der Partisanengruppe
Ende März erschien eine Gruppe von Partisanen beim Bauernhof des damaligen Ortsgruppenleiters von Osterwitz und requirierte Ausrüstungsgegenstände (hauptsächlich Kleidung usw.), welche für die Ausstattung neuer Mitglieder der Gruppe gedacht waren. Dieser Vorfall war über einen in der Nähe liegenden Bauernhof, der einen Telefonanschluss besaß, in das RAD-Lager gemeldet worden (was am 20. April 1945 wiederum eine Vergeltungsaktion der Partisanen auslöste). Am nächsten Tag, dem 1. April, Ostersonntag des Jahres 1945, befand sich die Partisanengruppe noch in der Nähe, südöstlich von St. Oswald in Freiland in einem Bauernhof.
Ein 20 Mann starkes Sonderkommando aus dem RAD-Lager fand Spuren im Schnee, umstellte das Haus und nahm die Gruppe gefangen. Dieses Sonderkommando war von einem der späteren Angeklagten geleitet worden, ein weiterer Angeklagter war einer der Teilnehmer.

## Tathergang
Die gefangenen Partisanen wurden in das RAD-Lager gebracht. Nach der telefonischen Meldung des Vorfalles an den Kreisleiter der NSDAP in Deutschlandsberg, Hugo Suette, gab der den Auftrag, die Gefangenen zu verhören und „umzulegen“. Dieser Auftrag wurde als Befehl gewertet und von den späteren Angeklagten befolgt.
Die Gefangenen wurden im Lager mit Fußtritten, Schlägen, Schüssen grausam behandelt, was sich auch aus dem Bericht eines Zeugen ergibt.
Suette war nicht der Vorgesetzte der Lagerbewohner. Er übte aber Befehlsrechte und richterliche Gewalt als „Kampfkommandant“ aus (siehe auch die Organisation des Standgerichts, das für solche Fälle zuständig gewesen wäre und dem ein Funktionsträger der NSDAP anzugehören hatte). Nach der ersten Mitteilung fanden andere Telefonate statt, in denen Suette gegenüber dem Lagerleiter Scholler trotz dessen Einwände und Milderungsversuchen seine Befehle bestätigte und „mit schwersten Folgen“ bei deren Nichtbeachtung gedroht hatte. Das konnte als Drohung dahin verstanden werden, dass im Ergebnis sich Scholler selbst einem Standgerichtsverfahren mit Todesdrohung ausgesetzt hätte. Das war nicht nur Theorie, wie spätere Aussagen von Beamten des Gebietes belegen: Sich den Anordnungen des Kreisleiters zu widersetzen, konnte tödlich enden. Ein Gendarmeriebeamter bestätigte als Zeuge, dass Scholler Bedenken geäußert habe.
Die Opfer wurden am Abend des 1. April 1945 um ungefähr 20 Uhr auf den Schießübungsplatz im Westen des Lagergeländes gebracht, hatten sich in Panzerdeckungsgräben (Panzerdeckungslöcher) zu legen und wurden durch Genickschuss getötet. Zwei Opfer wurden von den RAD-Männern Dietl und George getötet, weitere zwei von Lappe und Obermaier, der Verwundete von Heitmann. Obermaier zögerte zunächst, schoss aber auf Druck seiner Vorgesetzten dann dennoch. Ein Partisan war davor bereits von Rolf Kutschera mit einer Maschinenpistole schwer verletzt worden. Der Täter, dem nach diesem Vorfall deswegen auch die Waffe abgenommen worden war, erklärte dies als ungewollte Handlung. Der Angeschossene war danach hilflos im Freien liegengelassen und von zwei anderen Männern zum Erschießungsort geschleppt worden.
Die Leichen der fünf Ermordeten wurden in zwei Gräbern am Rand des Schießplatzes verscharrt. Auf ein Grab wurde Brennholz gelegt.

## Opfer
Die Namen der Opfer sind nicht vollständig bekannt. Einer der Ermordeten war Leo (Lazar) Engelmann, geb. 30. September 1914: Er hatte im spanischen Bürgerkrieg ab Juni 1937 in den Interbrigaden gekämpft, war danach im April 1943 bei einem britischen Pioniercorps gewesen, im November 1943 in die Sowjetunion gekommen und hatte ab Mitte 1944 der Kampfgruppe Steiermark angehört. Ein weiteres Opfer war Ubald Pasetzky, ein neunzehn-(oder zwanzig-)jähriger Grazer Deserteur. Der bereits von Kutschera angeschossene Partisan war „Milos“ und stammte aus Maribor. Ein weiteres Opfer war der Sohn von Frau Hermine Farkas, der sich als Deserteur den Partisanen angeschlossen hatte.

## Gerichtsverfahren

### Angeklagte
Vor Gericht standen folgende Personen:
- der Leiter des Lagers Oberfeldmeister Friedrich Scholler (auch[70] Schöller)[71][72], geb. 11. Dezember 1910[73] in Purgstall an der Erlauf[54], landwirtschaftlicher Verwaltungsbeamter aus Göstling an der Ybbs,
- Unterfeldmeister Walter Sachse, geb. 17. Mai 1912 in Nauenburg in Thüringen, Landarbeiter aus St. Oswald in Freiland,
- Othmar Heitmann, geb. 11. Oktober 1927 in Bruck an der Mur, Kassier bei der österreichischen Staatseisenbahn, aus Bruck an der Mur,
- Egon Obermaier, geb. 30. Juli 1927 in Göß, Brauer aus Leoben-Göß,
- Rolf Kutschera (auch: Rudolf[74] oder Rolf von Kutschera[75]), geb. 3. Jänner 1927 in Kulmsee in Polen, Dolmetscher aus Graz,
- Hans Bacher, geb. 5. März 1909 in Laggen, Oberkärnten, Melker aus St. Oswald in Freiland,[54]
- Ferdinand Hoffmann (auch: Hofmann), geb. 3. Juni 1911 in Hall in Tirol, Gärtner aus St. Oswald in Freiland, zuständig nach Atzgersdorf bei Wien.

Alle Angeklagten waren unbescholten (keine anderen Gerichtsverfahren oder ungetilgte Strafen).
Der Auftraggeber der Tat, Hugo Suette (Schreibweise im Urteil, auch in einem Zeitungsartikel: Suetti), konnte nicht belangt werden. Suette wurde zwar – für seine Einbeziehung in das bereits laufende Strafverfahren gegen die anderen Täter zu spät, der Vorsitzende berichtete allerdings in der Verhandlung darüber – am 7. September 1946 in Wien (nach anderer Quelle laut einer Gendarmeriemeldung: in Oberbayern) verhaftet und in das Lager Wetzelsdorf überstellt, konnte aber von dort Anfang November flüchten. Er konnte in Erlangen, wo er studiert hatte, untertauchen und starb 1949. Die Fahndung nach ihm und gerichtliche Erhebungen blieben erfolglos. Sein Auftrag wäre auch nach der Rechtslage der damaligen Zeit gesetzwidrig gewesen.
Die Arbeitsdienstmänner N. George, N. Lappe und Wenzel Dietl, die an den Erschießungen beteiligt waren, waren unbekannten Aufenthaltes, im Urteil wird auf ihre abgesonderte Verfolgung hingewiesen. Die Quellen behandeln das Ergebnis dieser Verfolgung nicht.

### Anklage
Die Anklageschrift der Staatsanwaltschaft Graz vom 20. Juli 1946 (StA Graz 9 St 562/45) betraf folgende Straftaten:
- Verbrechen nach dem Kriegsverbrechergesetz in Verbindung mit Mord: gegen Friedrich Scholler, Othmar Heitmann, Walter Sachse und Egon Obermaier.
- Übertretung gegen die Sicherheit des Lebens: gegen Rolf Kutschera.
- Verbrechen der Quälerei: gegen Othmar Heitmann, Egon Obermaier, Walter Sachse, Hans Bacher, Rolf Kutschera, Friedrich Scholler und Ferdinand Hoffmann.

Die Anklage beruhte auf § 1 Abs. 2 sowie § 3 Abs. 2 des Kriegsverbrechergesetzes, weiters auf den §§ 5, 34, 134 und 335 des damaligen österreichischen Strafgesetzbuches.

### Verteidiger
Als Verteidiger (soweit nicht anders angegeben, durch die Angeklagten gewählt) waren tätig die Grazer Rechtsanwälte
- Turek für Othmar Heitmann, Egon Obermaier und Ferdinand Hoffmann,
- Held für Walter Sachse (Armenverteidiger)
- Geigler für Hans Bacher und
- Ehrlich für Friedrich Scholler und Rolf Kutschera (für letzteren Armenverteidiger).

### Gericht
Das Verfahren wurde vor dem Volksgericht beim Landesgericht für Strafsachen Graz unter der Aktenzahl Vg 1 Vr 276/45 geführt. Das Urteil hat als Aktenstück die Ordnungsnummer 157, was manchmal der Aktenzahl nach einem Bindestrich beigefügt wird.
Der Gerichtssenat bestand aus zwei Richtern, deren einer den Vorsitz führte, und drei Schöffen. Vorsitzender Richter war Hr. Nestroy, Staatsanwalt Hr. Butschek.

### Sachverständiger
Als medizinischer Sachverständiger war Walter Schwarzacher tätig. Er beurteilte die Verletzungen des angeschossenen Partisanen als so schwer, dass dieser Mann bei fehlender ärztlicher Versorgung wahrscheinlich durch langsame innere Verblutung gestorben wäre.

### Prozessverlauf
Die Angeklagten waren im Wesentlichen geständig, soweit es die vorhandenen Tatsachen betraf. Gegen den Vorwurf, sie hätten aus eigenem Antrieb vorsätzlich gehandelt, verwiesen sie und ihre Verteidiger aber darauf, dass sie, besonders die Jugendlichen, einem unwiderstehlichen Zwang ausgesetzt gewesen wären, was ein Strafausschließungsgrund gewesen wäre. Dies wäre allerdings nur dann der Fall gewesen, wenn die Angeklagten bei einer Weigerung unmittelbar ihr eigenes Leben riskiert hätten. Das Verfahren ergab aber, dass dies nicht zutraf.
Im Verfahren wurden 13 Zeugen und ein Sachverständiger vernommen.
Im Verfahren nannten die Angeklagten den Auftrag Suettes als Hauptmotiv der Taten. Es wurde jedoch auch festgestellt, dass es möglich gewesen wäre, die Beteiligung an den Erschießungen abzulehnen.
Der Angeklagte Bacher sagte im Verhör aus, der Bürgermeister von St. Oswald habe vergebens zu Gunsten der Gefangenen interveniert. Von der Anklage gegen Rolf Kutschera, soweit sie die fahrlässige Körperverletzung betraf, trat der Staatsanwalt zurück, weil diese Straftat bereits unter eine Befreiungsamnestie fiel, was einen Freispruch in diesem Aspekt der Tat zur Folge hatte (nach § 259 Z 2 StPO, der damaligen österreichischen Strafprozessordnung).
Egon Obermaier hatte im Verfahren glaubhaft machen können, dass er der illegalen KPÖ angehörte und Antifaschisten unterstützte.
Die Täter Scholler, Sachse und Hoffmann wurden als fanatische Nazis beschrieben. Nach der Zeugenaussage eines Gendarmen hätte es sich die an sich zuständige Gendarmerie nicht leisten können, mit dem RAD zu verhandeln, um die Ermordung der Gefangenen zu verhindern. Insgesamt waren im Gebiet der Gemeinde Kloster letztlich 23 Leichen gefunden worden, die auf Befehl des Kreisleiters Suette ermordet worden waren. Der am 27. Juni 1903 geborene, aus Graz stammende Kreisleiter wurde vom Richter in der Verhandlung mit dem Reichsstatthalter und Gauleiter der Steiermark, Sigfried Uiberreither, auf eine Stufe gestellt. Suette war mit dem Gauleiter befreundet und wird als dessen „verlängerte[r] Arm“ bezeichnet, beide stammten aus derselben Burschenschaft; Suette stand auch unter dem Schutz von Rudolf Heß. Beschwerden gegen ihn, die es durchaus gegeben hatte, waren erfolglos geblieben. Er bezeichnete sich selbst als den wegen seiner „Blutrünstigkeit bestgehaßtesten Mann im Kreis Deutschlandsberg“ und verließ den Ort Deutschlandsberg zuletzt nur mehr mit schwer bewaffnetem Begleitschutz.

### Urteil
Die Anordnung des Kreisleiters wurde als Auftrag gewertet und als Strafmilderungsgrund betrachtet. Allerdings lehnte es das Gericht ab, unwiderstehlichen Zwang zur Begehung der Taten anzunehmen.
Für die (1927 geborenen) jüngeren Angeklagten war das Jugendstrafrecht (z. B. § 11 Jugendgerichtsgesetz) anzuwenden, welches mildere Strafen vorsah. So wurden die bei der Tat 17 Jahre alten Heitmann und Obermaier (obwohl sie Morde begangen hatten) nicht zu Kerker, sondern zu strengem Arrest verurteilt. Nach § 1 Abs. 5 des Volksgerichtsverfahrens- und Vermögensverfallsgesetzes durfte weiters bei Straftaten, die mit der Todesstrafe oder lebenslanger Freiheitsstrafe bedroht waren, die Strafe herabgesetzt werden, allerdings nicht unter sieben Jahre. Das kam ebenfalls Heitmann und Obermaier zugute.
Am Ende des Prozesses wurden Freiheitsstrafen und Freisprüche ausgesprochen (in Klammer das Alter in vollen Jahren am Tag der Tat):
- Für Friedrich Scholler (34) und Walter Sachse (32), welche die Tat organisiert hatten, lebenslanger schwerer Kerker,[103] verschärft durch Dunkelhaft[104] am 1. April und vierteljährliches hartes Lager.
- Für Othmar Heitmann (17) und Egon Obermaier (17), die je einen Partisanen getötet hatten, sieben Jahre strenger Arrest, ebenfalls verschärft durch Dunkelhaft am 1. April.
- Für Rolf Kutschera (18), der für die Quälerei des von ihm angeschossenen Partisanen mitverantwortlich war, vier Jahre schwerer Kerker, ebenfalls verschärft durch Dunkelhaft am 1. April und vierteljährliches hartes Lager.
- Hans Bacher (36) und Ferdinand Hoffmann (33) wurden freigesprochen, ebenso Rolf Kutschera vom Vorwurf aus der vorsätzlichen Verletzung des von ihm angeschossenen Partisanen.[91]

Die Mutter des Partisanen Farkas hatte sich dem Verfahren mit einer finanziellen Forderung angeschlossen, wurde aber für dessen Durchsetzung auf den Zivilrechtsweg verwiesen.
Da das Volksgericht einzige Gerichtsinstanz war, konnten gegen das Urteil keine Rechtsmittel erhoben werden.

Urteil des Volksgerichtes, Strafen und Sachverhalt (Seiten 2 bis 8)
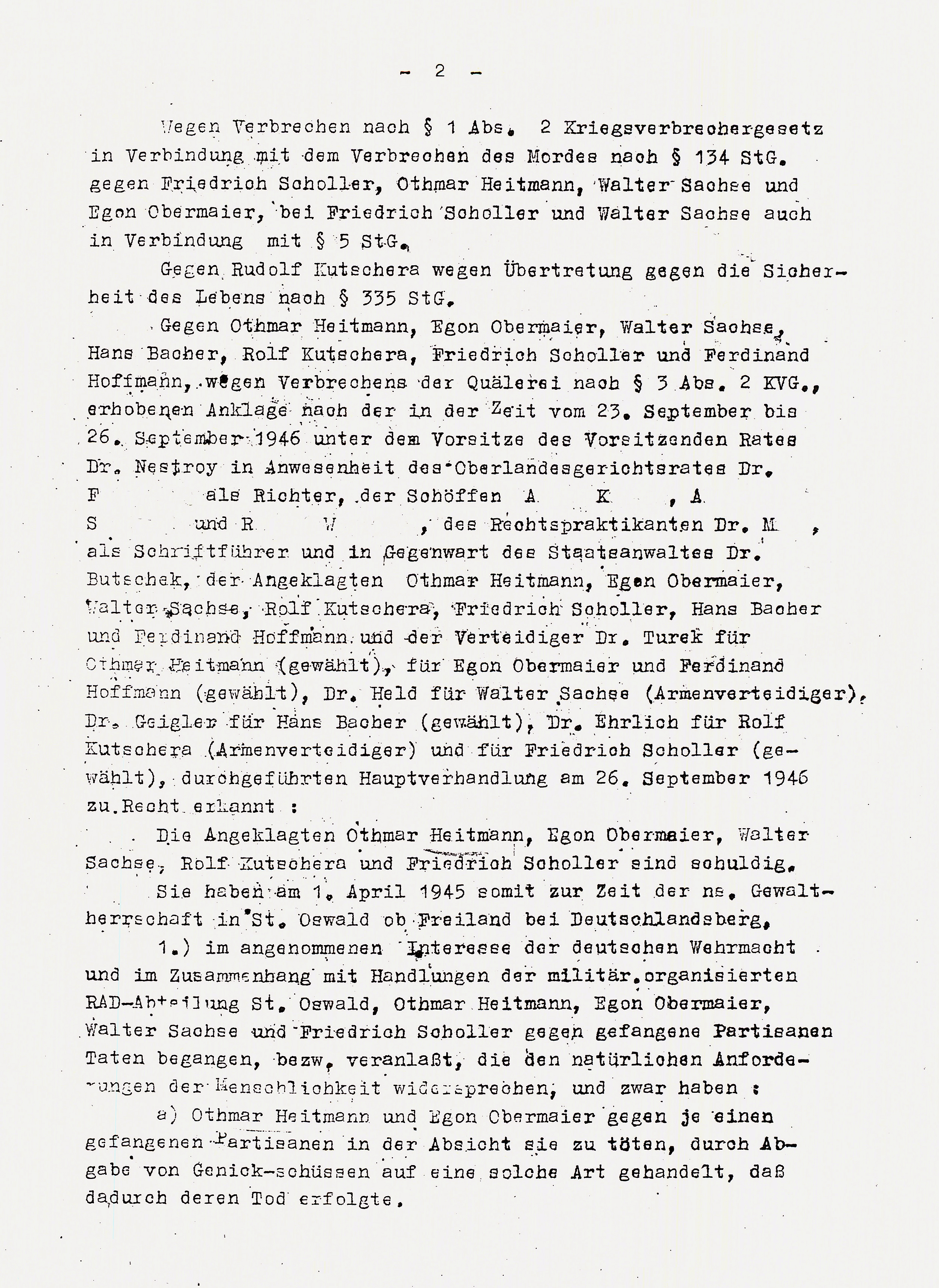
Seite 2, Strafgrundlagen
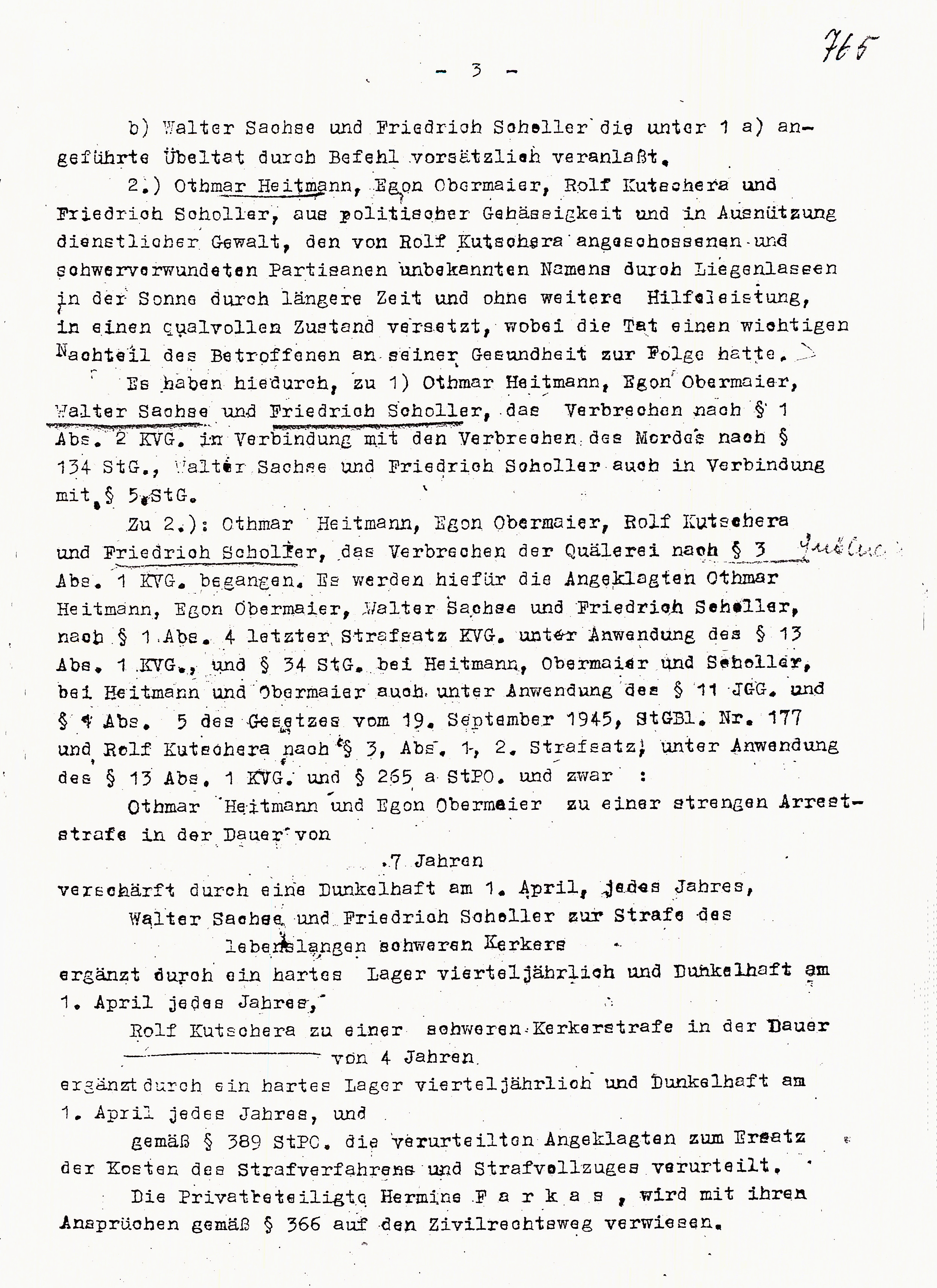
Seite 3, Strafen
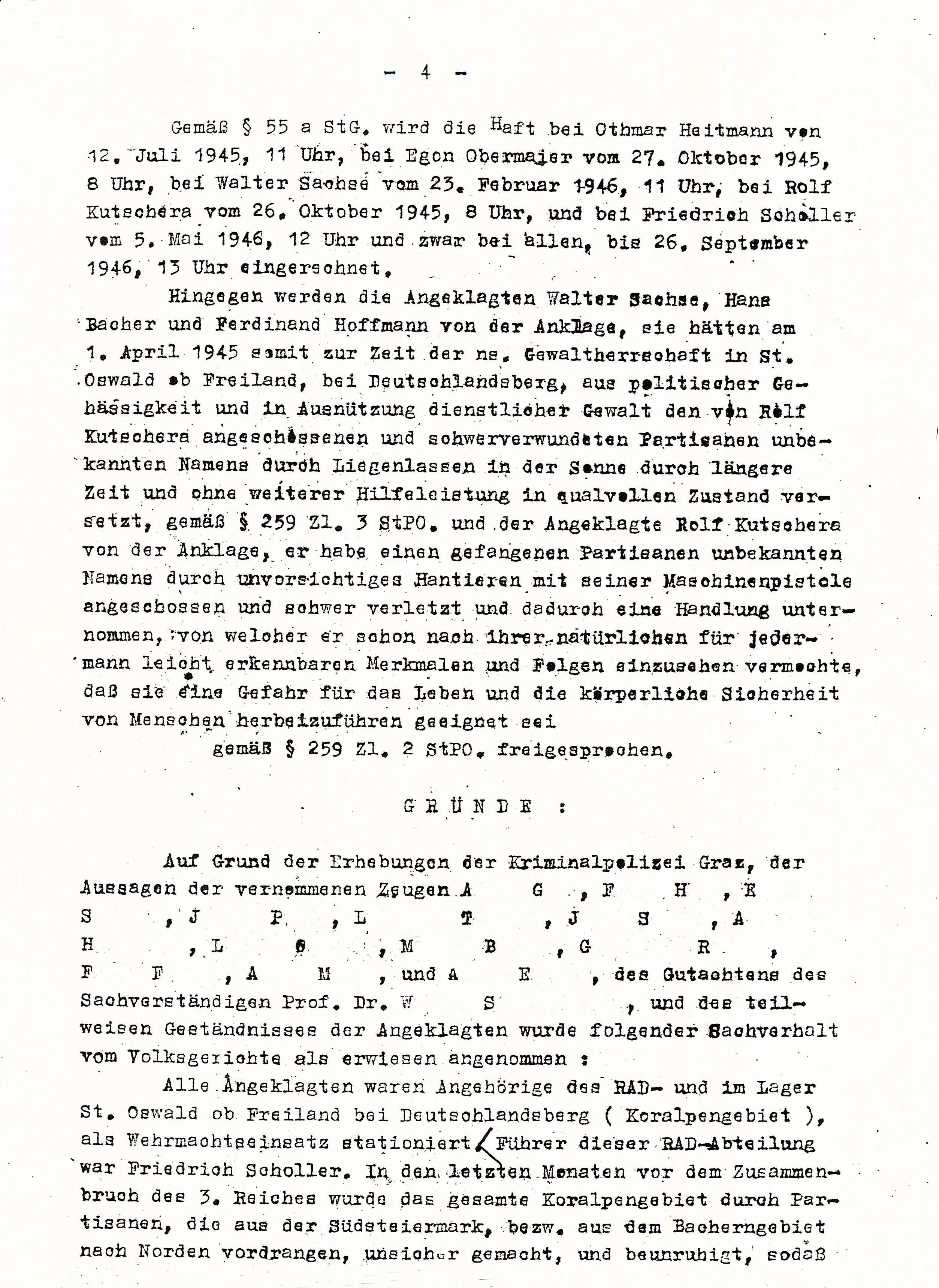
Seite 4, Anrechnungen, Freisprüche, Beginn der Begründung
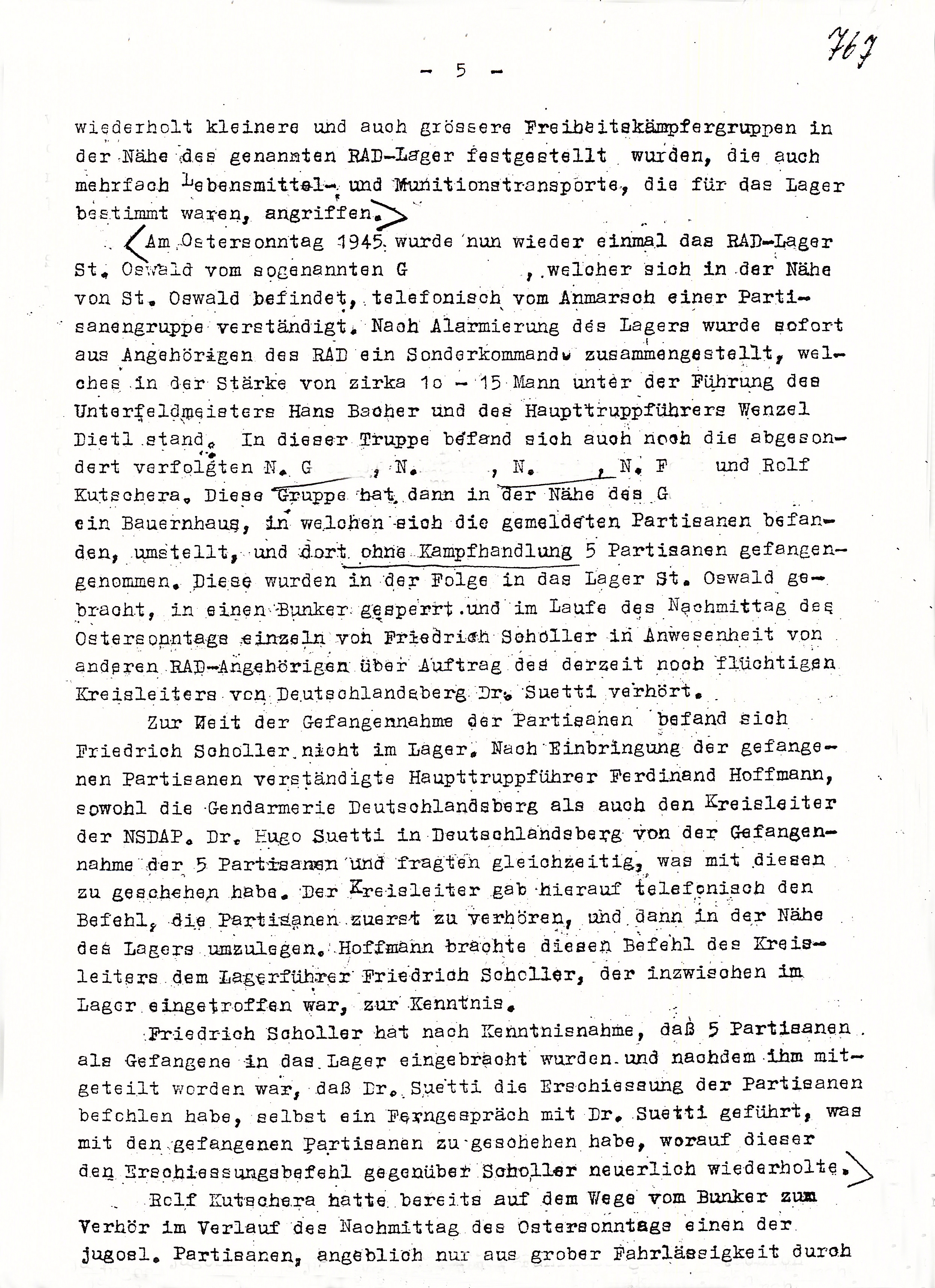
Seite 5, Sachverhalt
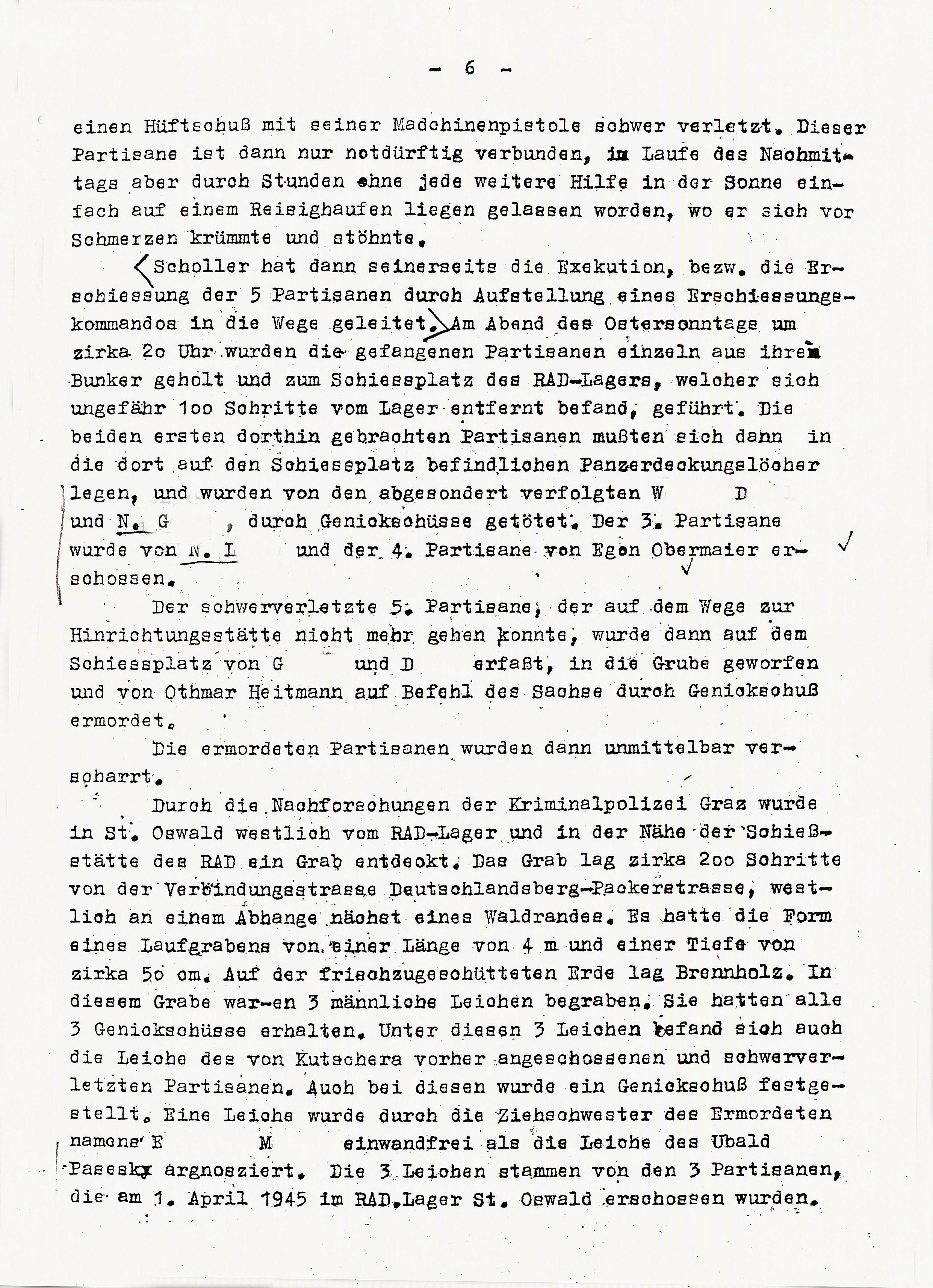
Seite 6, Sachverhalt
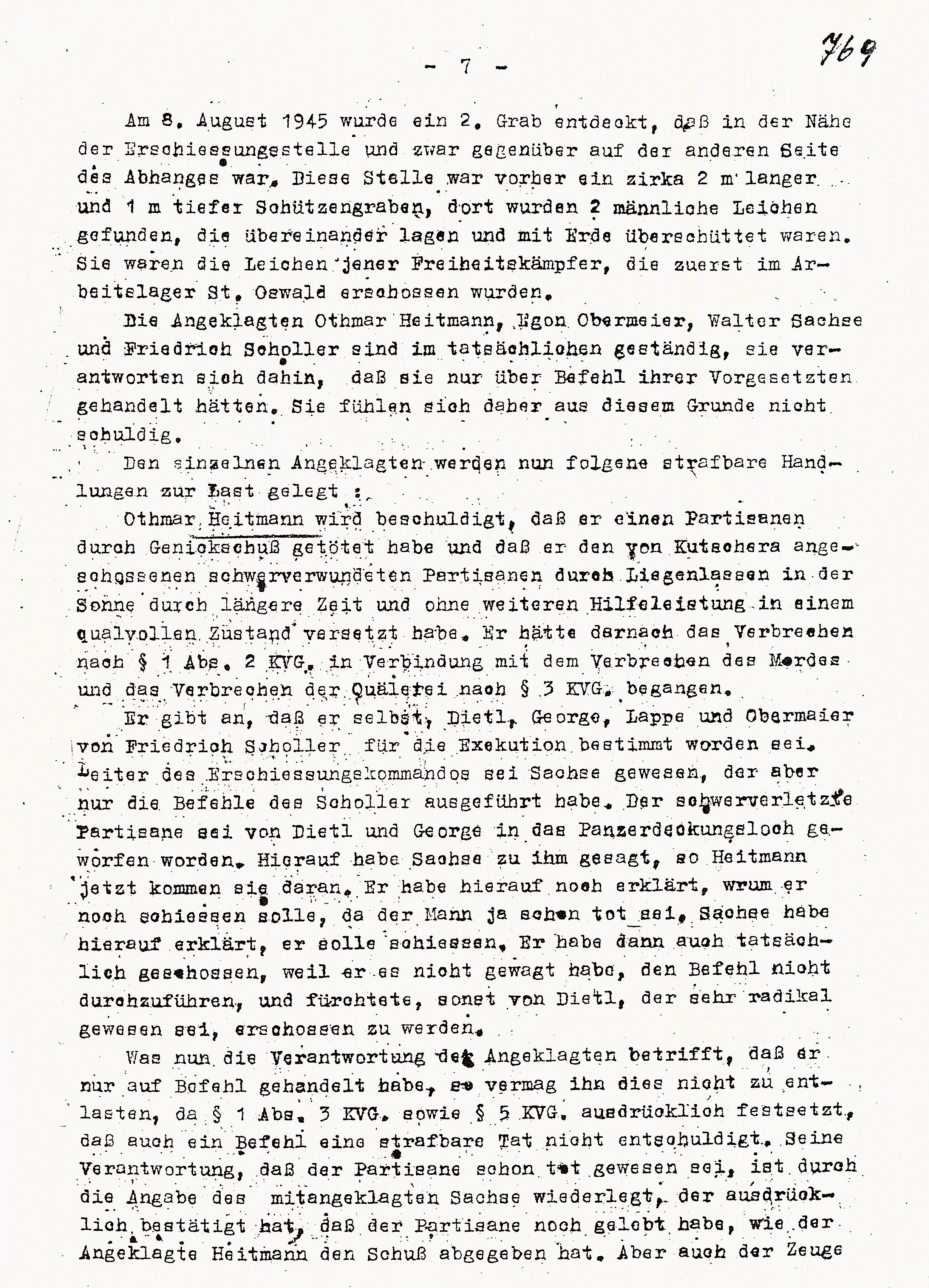
Seite 7, Beginn der rechtlichen Erwägungen
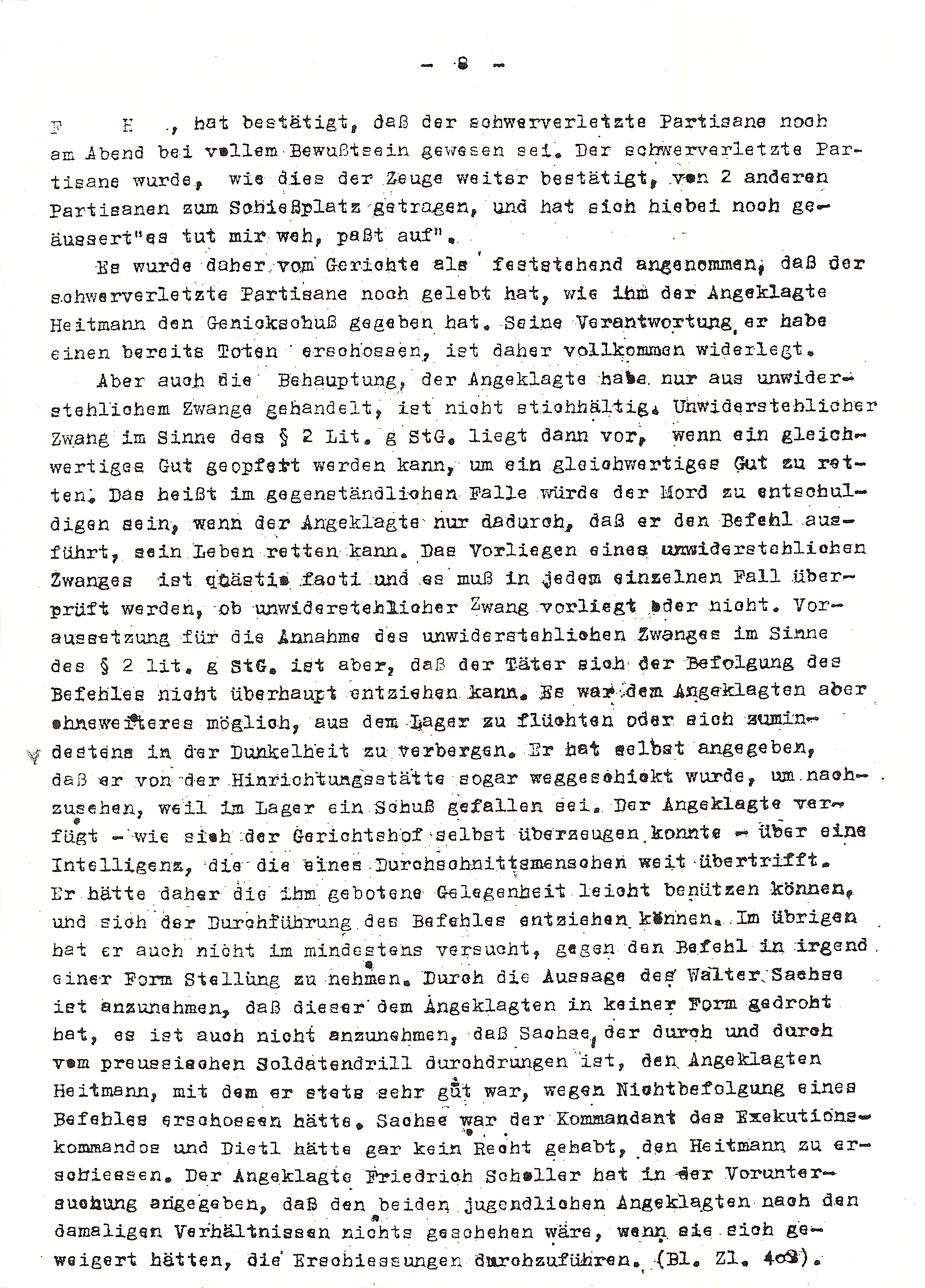
Seite 8, Fortsetzung rechtliche Erwägungen

## Verbüßung der Freiheitsstrafen, Nachsicht und Tilgung
Die verurteilten Angeklagten waren seit verschiedenen Zeitpunkten bereits in Haft, diese Zeit bis zum Urteil (26. September 1946, 13 Uhr) wurde ihnen auf die Strafhaft angerechnet.
Die lebenslangen Strafen für Walter Sachse und Friedrich Scholler wurden 1952 mit einer siebenjährigen Probezeit bedingt nachgesehen, diese Probezeit endete am 24. Oktober 1959. Die Verurteilung Egon Obermaiers wurde 1953, jene Othmar Heitmanns 1957 und die Verurteilung Rolf Kutscheras 1961 getilgt.
Nach einer anderen Quelle wurden drei Verurteilte im April 1948 vorzeitig entlassen und Ende 1949 erfolgte die bedingte Begnadigung der zu „lebenslang“ Verurteilten.